# Гол (острво)
Острво Гол (рум. Insula Golu; Голо острво) или Банско острво (рум. Insula Banului, транскр. Инсула Банулуј) је острво на Дунаву које се налази код насеља Гура Ваји у Румунији у близини хидроелектране „Ђердап I”. Површина острва износи 4 хектара.

## Географија
Гол је румунско острво које се налази код хидроелектране „Ђердап I”, 6 километара узводно од Кладова.  Преко пута острва, са румунске стране, налази се насеље Гура Ваји, а са српске село Нови Сип. Простире се на површини од 4 хектара при чему је највећа ширина острва 250 метара. Острво је пре било веће површине јер је изградњом хидроелектране „Ђердап II” дошло до подизања нивоа Дунава, па је потопљен део острва.
Острво је настало услед успоравања тока Дунава када изађе из Ђердапске клисуре што је довело до таложења седимента код Новог Сипа и формирање групе острва којих је пре било најмање четири, а након изградње хидроелектране, остао је само Гол.

## Историја
Острво је у историји било забележено под различитим називима, па су тако турски називи били Чиплак ада и Зан (Cezire-i Zan), латински Трансдиана, а румунски називи су Голул, Гура Вај и Банулуј. Назив Банулуј се употребљава и за групу острва код Гола.
Феликс Каниц на карти којом је илустровао позицију кастела на Караташу (Диана), приказао је и два острва која се налазе између десне дунавске обале и Чиплак аде. На лоцманској карти ђердапског пловног пута Дунавске комисије из 1955. године, Каницова Чиплак ада је приказана као два острва од којих се узводно зове Конакул, а низводно Голул, а два острва са Каницове карте су приказана као једно под именом Црквиште чији је централни део под водом.
У периоду Римског царства, на њему је подигнуто утврђење у фунцији контроле границе и пловног пута, а преко пута на десној обали Дунава налазила се тврђава Диана. Тврђава се, у складу са својим положајем, звала Трансдиана (Transdiana) и налазила се у узводном делу острва. Утврђење је коришћено и у византијском периоду и средњем веку. Тврђава има четири куле, а на југоистоку је била омеђена дубоким јарком испуњеним дунавском водом. Пре изградње хидроелектране, вршена су археолошка истраживања када су откривени и остаци насеља из старијег каменог доба, неолита и старијег гвозденог доба. Значај насеља из гвозденог доба се огледа у томе што је један од типова халштатске културе назван по острву, Инсула Банулуј, које се чешће користи у археолошкој литератури.
Археолошко налазиште на острву је заштићено као историјски споменик и то остаци насеља халштатске културе (X-IX век п.н.е) као и остаци позноримског (IV век), римско-византијског (IV-VI век) и средњевековног (XIV-XV век) утврђења.
Иградњом хидроелектране „Ђердап II” у периоду од 1977. до 1984. подигнут је ниво Дунава чиме је потопљен део острва, а са острва је експлоатисан камен и преко жичаре дужине око 500 метара транспортован до леве обале.
На левој, румунској обали налази се фабрика цемента. На острву је постојало три каменолома, један у близини римског утврђења, а два на средини острва која су данас под водом.